# Elizabeth Alderfer
Elizbeth Alderfer (New York, 5 febbraio 1986) è un'attrice statunitense principalmente conosciuta per il suo ruolo di Olivia nella serie televisiva comica Netflix Disjointed e il suo ruolo ricorrente come Lynette nella serie comica NBC/Peacock A.P. Bio.

## Biografia
La Alderfer è nata a New York, figlia di Larry e Janet Aldefer; ha un fratello (Mike), una nipote (Jaclyn) e una sorellastra (Ashley). Si diploma in giornalismo e poi alla Playwrights Horizons Theatre School. È nota per aver interpretato il personaggio di Olivia nella serie originale di Netflix Disjointed: il suo personaggio, Olivia, lavora presso il negozio di erba gestito da Ruth Feldman (Kathy Bates) e nutre un particolare interesse per il figlio Travis (Aaron Moten).
Ha anche interpretato il personaggio di Sarah in alcuni spot televisivi della General Electric.
A partire dal 2019, ha un ruolo ricorrente nella sit-com della NBC A.P. Bio.
È sposata con Ali Bouzari dal 2018. È tifosa dei Philadelphia Eagles e dei New York Mets.

## Filmografia

### cinema
- Crown of Thorns, regia di Renato Chagas - cortometraggio (2009)
- Incoming, regia di Molly Nussbaum - cortometraggio (2012)
- Turtle Island, regia di David Wexler (2013)
- Delilah Descends, regia di Roan Bibby - cortometraggio (2013)
- Better Off Single, regia di Benjamin Cox (2016)
- The Passing Season, regia di Gabriel Long (2016)
- Game Day, regia di John Susman (2017)
- For When You Get Lost, regia di Michelle Steffes (2023)

### Televisione
- The Good Wife – serie TV, episodio 4x12 (2013)
- Golden Boy – serie TV, episodio 1x07 (2013)
- Sperm Boat, regia di Peter Lauer – film TV (2013)
- Unforgettable – serie TV, episodio 2x08 (2014)
- Forever – serie TV, episodio 1x15 (2015)
- Eye Candy – serie TV, episodio 1x06 (2015)
- Orange Is the New Black – serie TV, episodio 4x07 (2016)
- Disjointed – serie TV, 20 episodi (2017-2018)
- The Passage – serie TV, episodio 1x04 (2019)
- Bull – serie TV, episodio 4x02 (2019)
- Super Simple Love Story – serie TV, episodio 1x01 (2019)
- A.P. Bio – serie TV, 16 episodi (2019-2021)
- United States of Al – serie TV, 35 episodi (2021–2022)
- Law & Order - Unità vittime speciali (Law & Order: Special Victims Unit) - serie TV, episodi 26x01, 26x05 (2025)

## Doppiatrici italiane
Nelle versioni in italiano delle opere in cui ha recitato, Elizabeth Alderfer è stata doppiata da:
- Chiara Gioncardi in A.P. Bio, Law & Order - Unità vittime speciali
- Eva Padoan in The Good Wife
- Elisa Angeli in Orange Is the New Black
- Benedetta Degli Innocenti in Disjointed
- Chiara Oliviero in Bull